# Museo storico della didattica Mauro Laeng
Il Museo storico della didattica (MSD), dal 2005 Museo storico della didattica "Mauro Laeng", è una delle molteplici denominazioni assunte dall'originario Museo d'Istruzione e di Educazione (MIE) nel corso della sua lunga storia (dal 1874 ad oggi). La dicitura si riferisce in particolare al museo durante il periodo che va dal 1986, quando si conclude un processo di rifondazione dell'istituto a seguito di un lungo periodo di decadenza, fino al 2018, anno in cui il museo viene rinominato Museo della Scuola e dell'Educazione "Mauro Laeng".
Il museo dal 2005 è intitolato a Mauro Laeng (1926–2004), ordinario di pedagogia nell'università di Roma dal 1975 al 1996 e presidente del Centro nazionale italiano di tecnologie educative (CNITE), a testimonianza e riconoscimento dell'essenziale ruolo svolto da Laeng, in qualità di direttore del museo, nel processo di rifondazione dell'istituzione nel 1986.

## Storia
Il Museo rappresenta una riedizione aggiornata ed ampliata del Museo di Istruzione e di Educazione nato nel 1874 ad opera di Ruggero Bonghi, Ministro della pubblica istruzione, e venne ospitato presso il liceo-ginnasio "Ennio Quirino Visconti" in piazza del Collegio Romano.
Al Museo, di cui fu a lungo Direttore Antonio Labriola, vennero affiancati una Biblioteca circolante ed un periodico, "Il Giornale del Museo".
A circa venti anni dalla sua fondazione, subì tuttavia una prima crisi organizzativa e venne chiuso nel 1891.
Nel 1907 il pedagogista Luigi Credaro, Preside della Facoltà di Lettere e Filosofia dell'Università La Sapienza di Roma, riorganizzò il Museo con la denominazione di "Museo Pedagogico", affiancandolo al Corso di perfezionamento per i licenziati delle scuole normali.
In questa forma il Museo fu attivo fino alla Riforma Gentile del 1923.
Successivamente riprese l'attività dal 1936 al 1938 per iniziativa di Giuseppe Lombardo Radice e fu affiancato all'Istituto di Pedagogia della Facoltà di Magistero.
Grazie all'impegno e all'iniziativa di Mauro Laeng, nel 1986 il materiale documentario variamente disperso venne nuovamente recuperato, organizzato, ampliato e raccolto dal dipartimento. Aperto con l'attuale denominazione e oggi è dedicato alla sua memoria.
Il Museo dal 2018 è denominato Museo della Scuola e dell'Educazione "Mauro Laeng" ed è attualmente diretto da Lorenzo Cantatore. Il Consiglio scientifico è formato da: Francesca Borruso, Lorenzo Cantatore, Maura Di Giacinto, Massimiliano Fìorucci, Chiara Lepri, Fridanna Maricchiolo, Ornella Martini, Elena Zizioli.